# Джгун
Джгун (укр. Джгун), село (до 2010 г. — посёлок),
Борковский сельский совет,
Змиёвский район,
Харьковская область.
Код КОАТУУ — 6321780503. Население по переписи 2001 года составляет 86 (36/50 м/ж) человек.

## Географическое положение
Село Джгун находится на правом берегу реки Джгун, недалеко от её истоков, на реке запруда, на расстоянии в 2 км расположены сёла Кукулевка и Першотравневое.
На расстоянии в 2,5 км находится железнодорожная станция Первомайский.

## История
- 1685 — дата основания Борок (не Джгуна).
- В 1940 году, перед ВОВ, на хуторе Джгун были 43 двора.[4]
- В 1966 году село называлось Джгуны.
- В 2010 году посёлок Джгун стал селом.

## Экономика
- Молочно-товарная ферма.

## Экология
Рядом с селом проходит ЛЭП 110 кВ.